# Địa đinh
Địa đinh hay còn gọi hoàng hoa địa đinh, cỏ nãi chấp, sư nha, bồ công anh (danh pháp khoa học: Taraxacum officinale) là một loài thực vật có hoa trong chi Địa đinh, họ Cúc. Loài này được Carl Linnaeus miêu tả khoa học đầu tiên năm 1753 dưới danh pháp Leontodon taraxacum. Năm 1780, Friedrich Heinrich Wiggers thiết lập chi Taraxacum và chuyển Leontodon taraxacum của Linnaeus thành Taraxacum officinale.
Ở Trung Âu, thời kỳ ra hoa chính là từ tháng Tư đến tháng Năm. Một số ít hoa cũng xuất hiện cho đến mùa thu.

## Hình ảnh

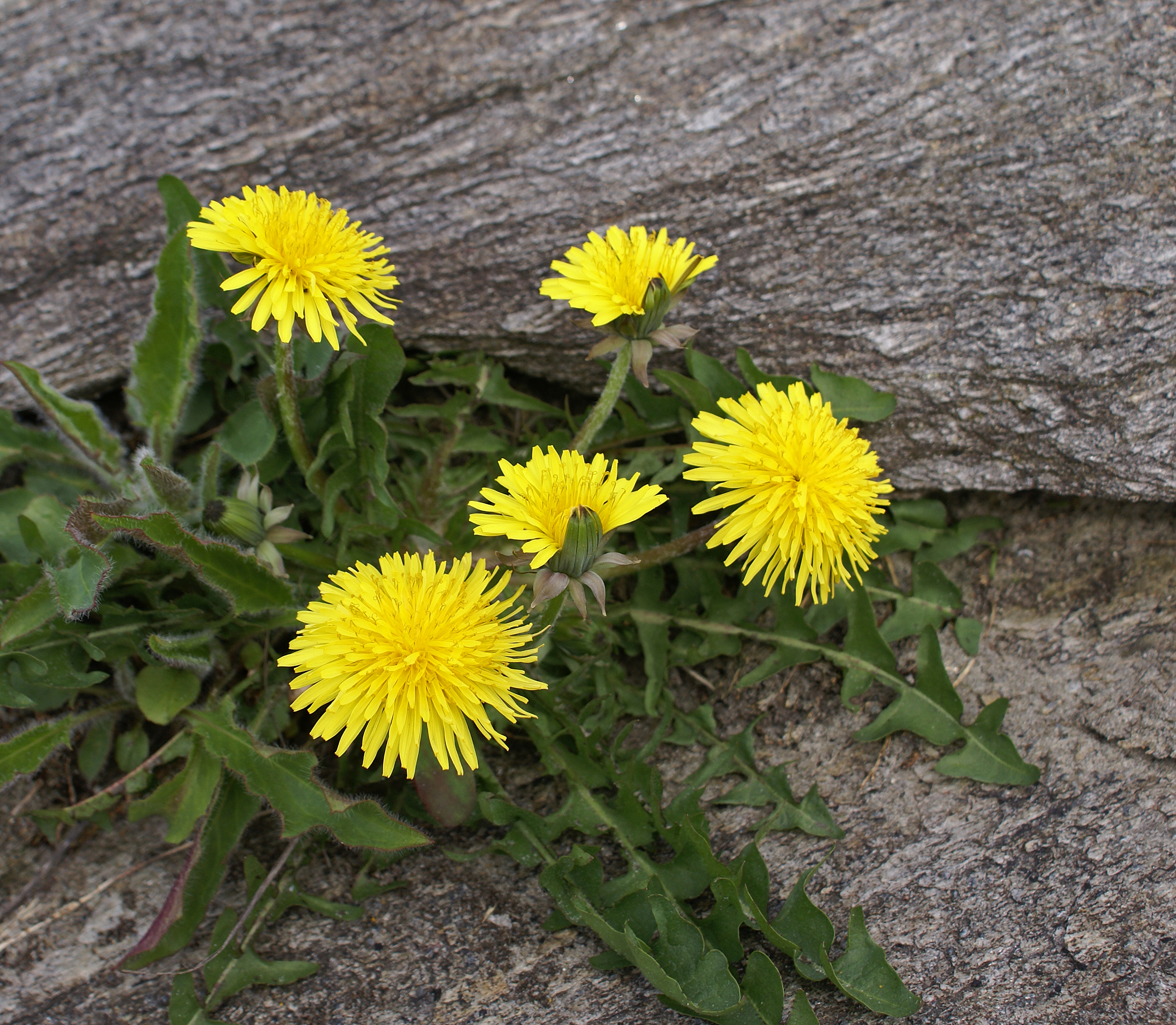
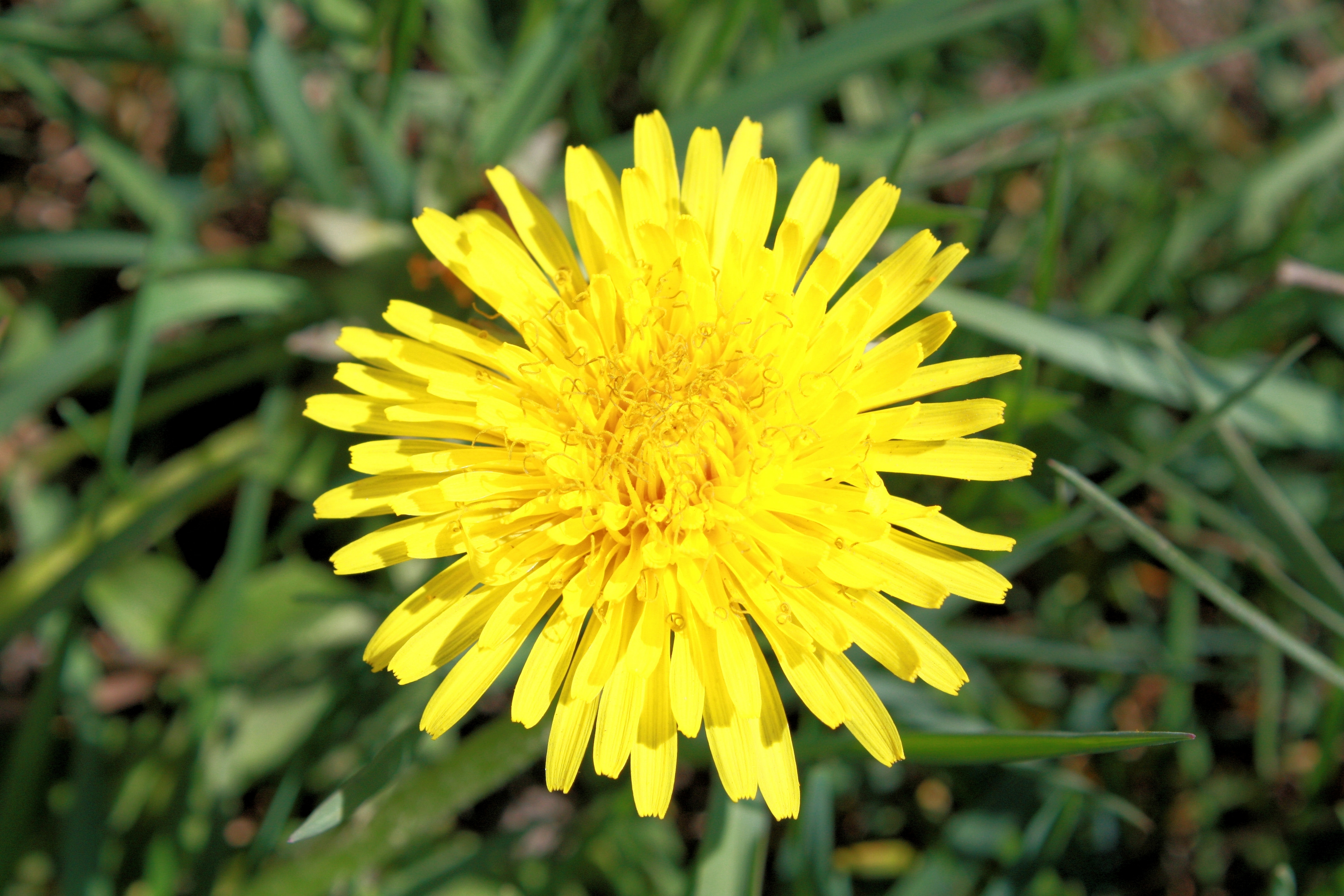
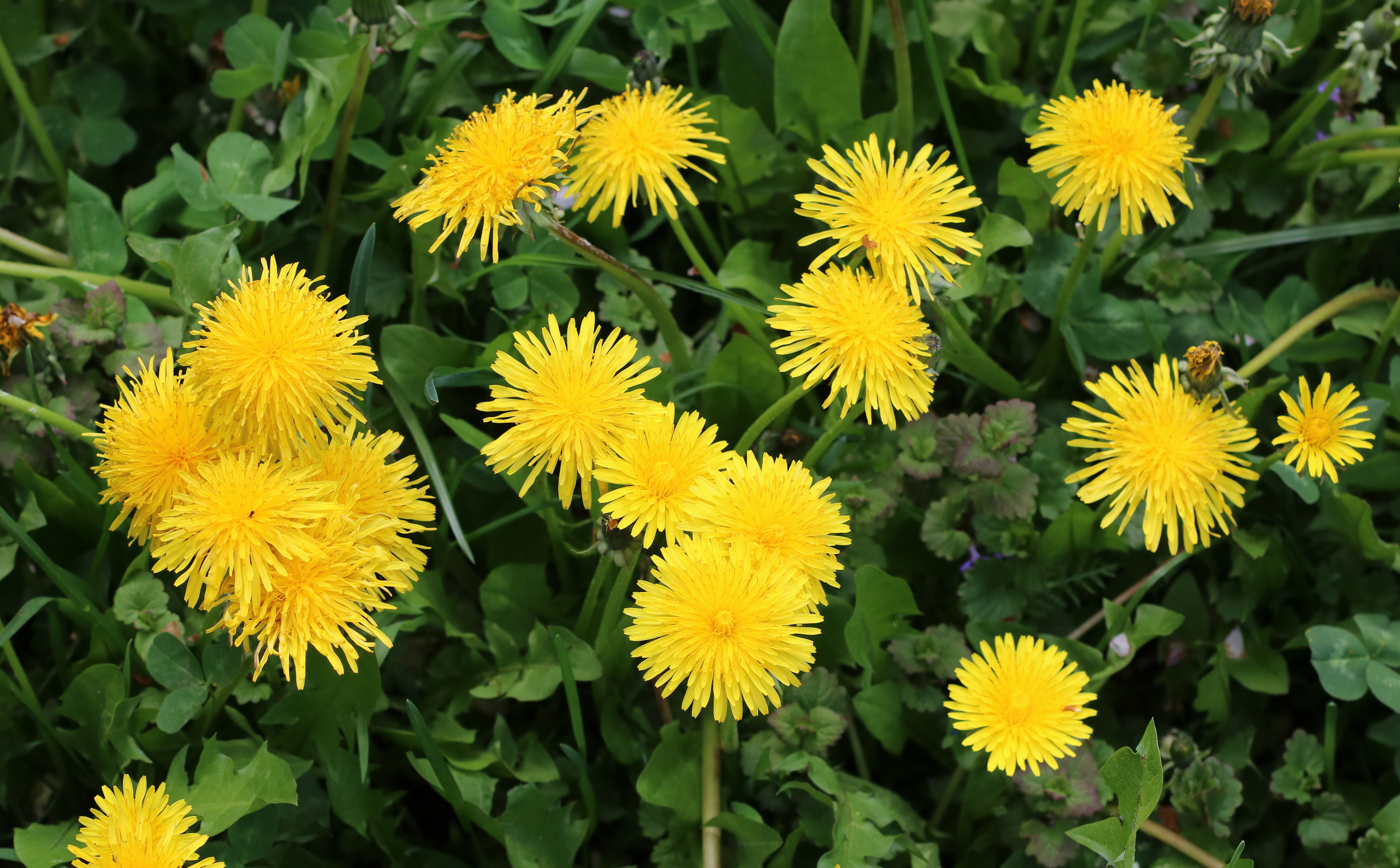
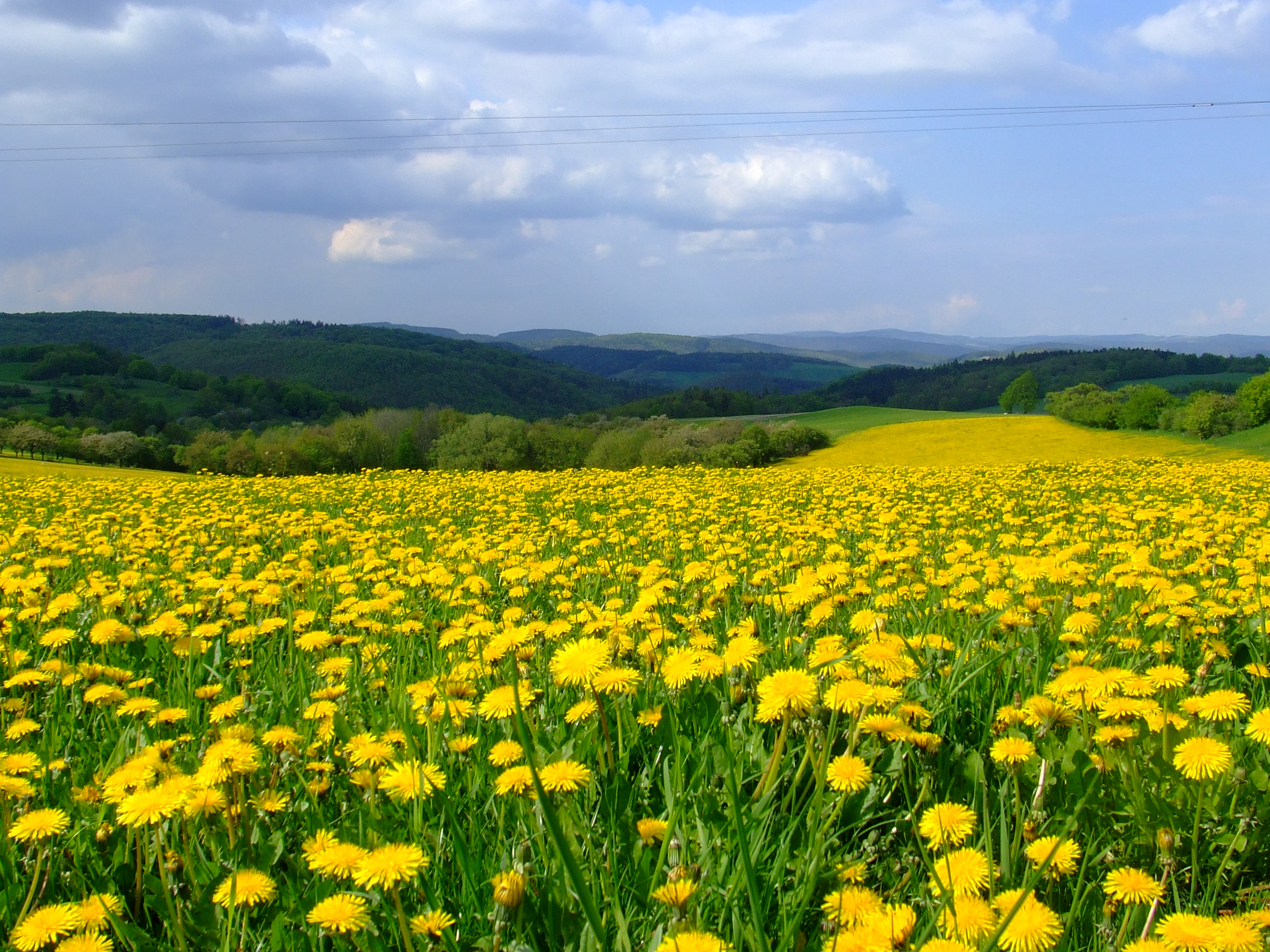
Cánh đồng bồ công anh ở Séc
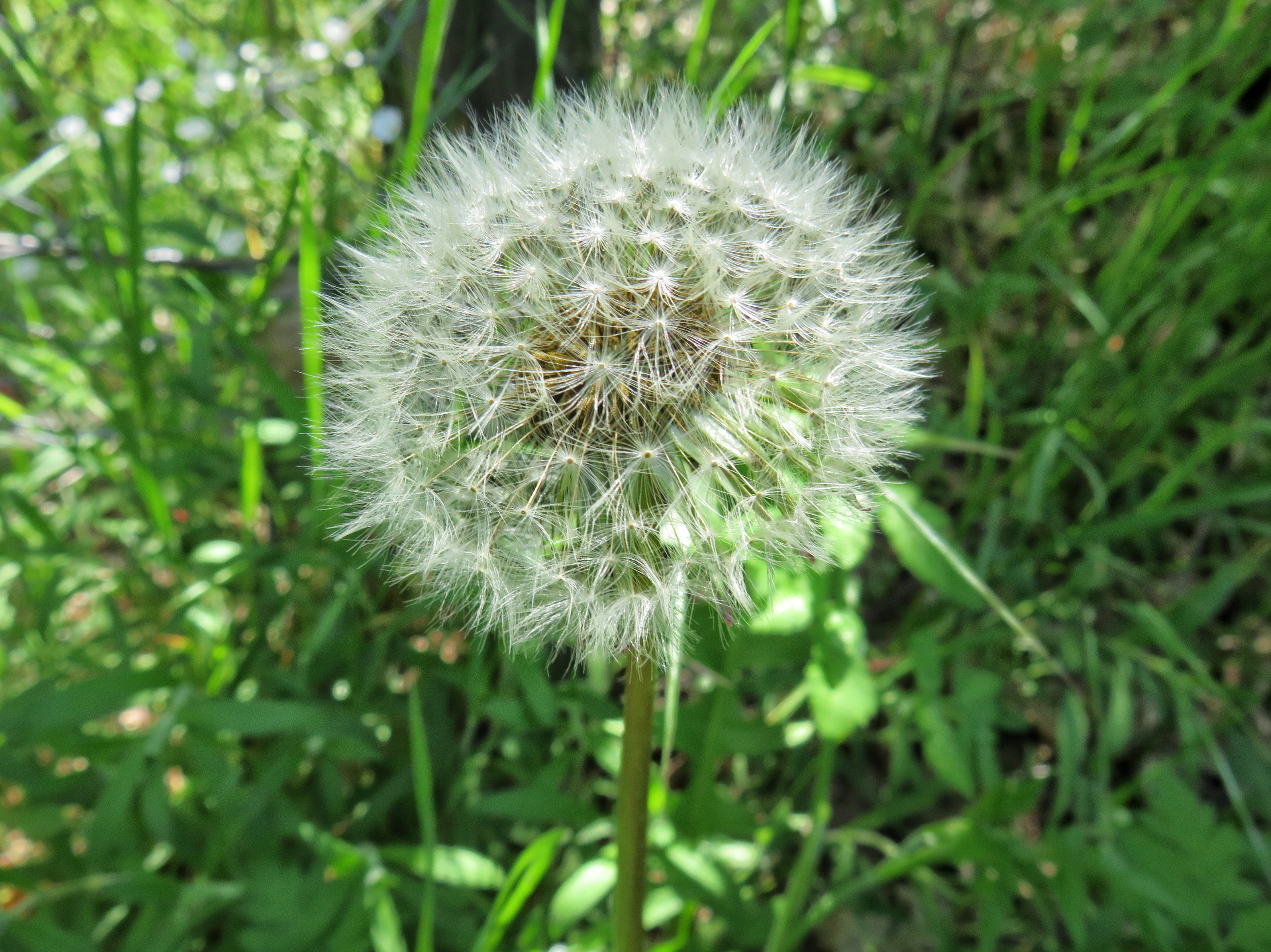
Hoa bồ công anh đã kết hạt
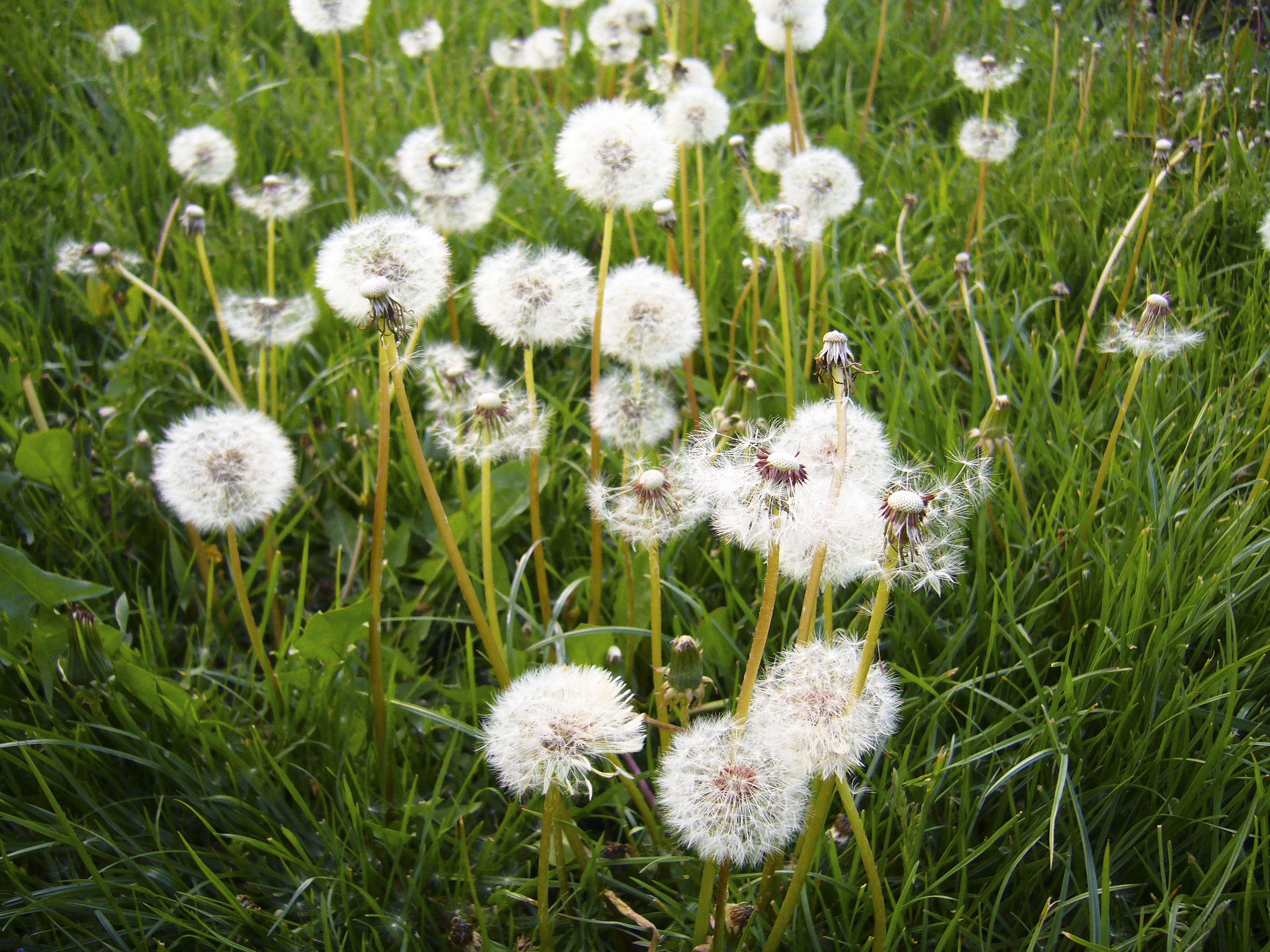
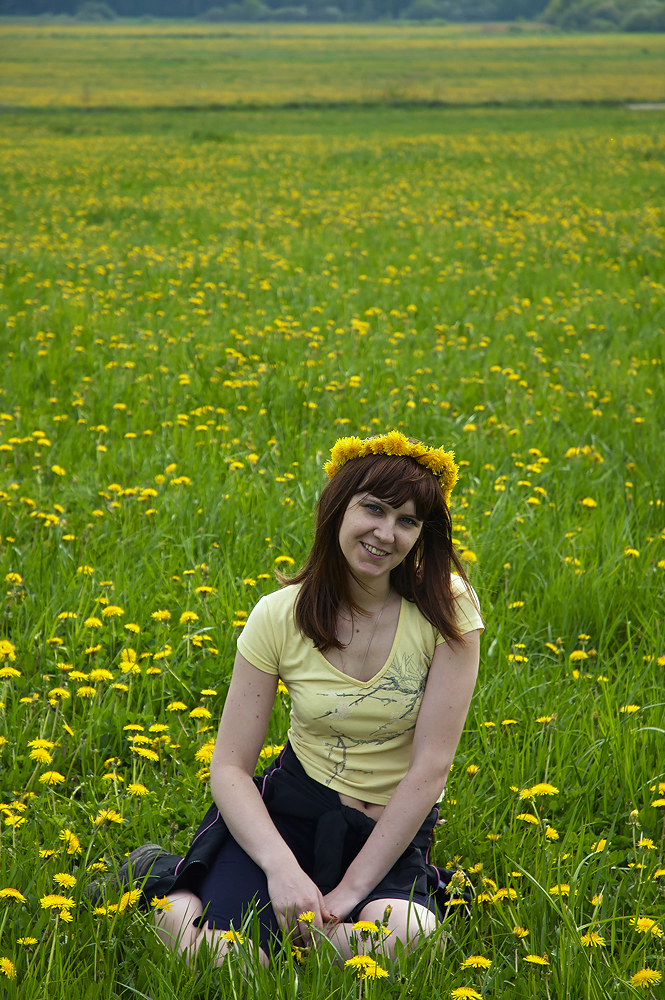
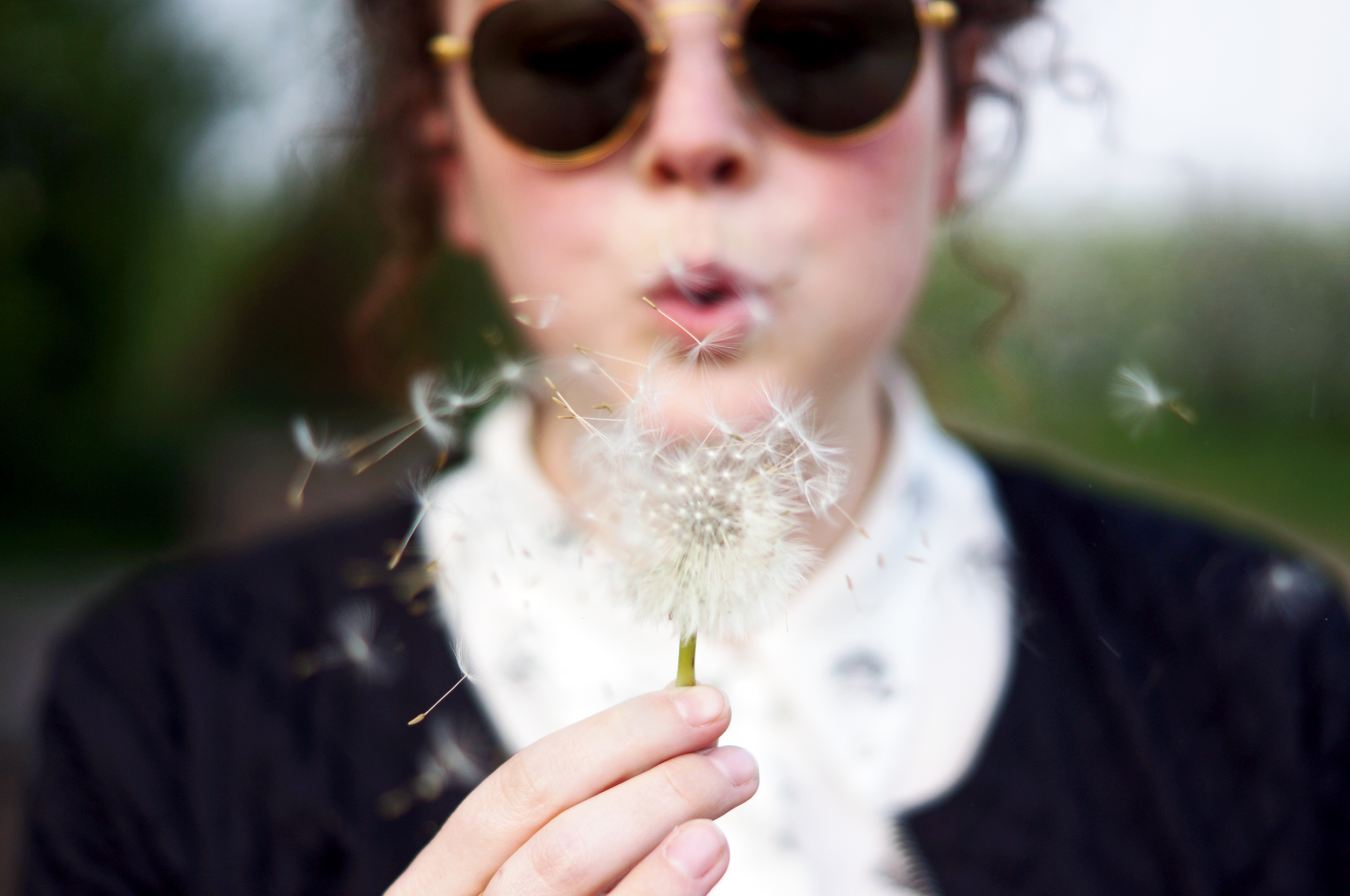
Thổi hoa bồ công anh khô